# Aktivitätsparameterknoten
Ein Aktivitätsparameterknoten (engl. ActivityParameterNode) ist ein Modellelement in der Unified Modeling Language (UML), einer Modellierungssprache für Software und andere Systeme.
Ein Aktivitätsparameterknoten ist ein Objektknoten, der für die Modellierung von Aktivitäten benötigt wird. Er repräsentiert einen Platzhalter analog zu einem Parameter in einer Operation: aufrufende Verhalten können der Aktivität über einen Aktivitätsparameterknoten Werte übergeben bzw. von einem Aktivitätsparameterknoten Werte empfangen.

## Notation
Aktivitätsparameterknoten werden als Rechtecke auf dem Rahmen des Aktivitätsdiagramms gezeichnet.

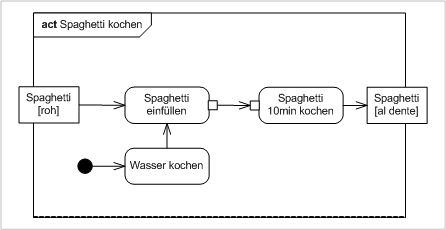
Beispiel eines Aktivitätsdiagramms mit zwei Aktivitätsparameterknoten

Die Abbildung links zeigt ein Aktivitätsdiagramm mit zwei Aktivitätsparameterknoten. Der erste Knoten übernimmt Spaghetti in rohem Zustand, der zweite übergibt sie in gekochtem Zustand an die Umwelt. Beide Knoten sind über 
 Kontrollflüsse und einen Objektfluss mit Aktionen im Innern der Aktivität verbunden. 